# Через Париж
«Через Париж»  (фр. La Traversée de Paris) — франко-итальянский кинофильм режиссёра Клода Отан-Лара, вышедший в 1956 году, с участием Бурвиля, Жана Габена и Луи де Фюнеса. Экранизация произведения писателя Марселя Эме «Traversée de Paris».

## Сюжет
В оккупированном немцами Париже процветает чёрный рынок. Оккупационные власти пытаются бороться с нелегальной торговлей, то и дело арестовывая торговцев и посредников и конфискуя товар. Безработный шофер Мартен (Бурвиль) зарабатывает себе на жизнь доставкой товара покупателям под покровом ночи. Получив от владельца магазина (Луи де Фюнес) задание отнести заказчику свиную тушу, упакованную в четыре чемодана, он начинает искать помощника и знакомится в кафе с Гранжилем (Жан Габен) — странным человеком непонятного рода деятельности. Отправившись с незнакомцем в опасный путь через Париж, патрулируемый немцами, Мартен не раз жалеет, что связался с Гранжилем, поскольку тот явно ищет риск и приключения. Вскоре выясняется, что его напарник — известный художник — достаточно богат и в деньгах не нуждается, а в эту авантюру ввязался только лишь ради новых острых ощущений.
Наконец, пережив много опасных моментов и добравшись до цели, они привлекают внимание патруля, который задерживает их за нарушение комендантского часа. Кроме того, при обыске у них обнаруживают нелегальный товар. Ожидая решения своей участи, Гранжиль встречает немецкого офицера — давнего поклонника его творчества, который хочет помочь ему выбраться из этой опасной ситуации. Гранжиль согласен спастись только вместе со своим новым другом. Но вдруг обстоятельства меняются: немцы получают сообщение, что кто-то напал на их патруль, есть убитые. Всех задержанных сажают в грузовик. Никто не знает, куда их везут. В тюрьму? На расстрел для устрашения? В последний момент Гранжилю приказывают выйти, что он и делает. Грузовик тут же уезжает. Гранжиль успевает только поймать полный отчаянья взгляд Мартена…
После окончания войны месье Гранжиль случайно встречает Мартена на вокзале. Он так же трудится носильщиком.

## Награды
Венецианский кинофестиваль
- 1956 — Премия лучшему актёру — Бурвиль

Французский синдикат кинокритиков
- 1958 — Премия за лучший фильм — Клод Отан-Лара